# Dolmen la Pierre couverte (Duneau)

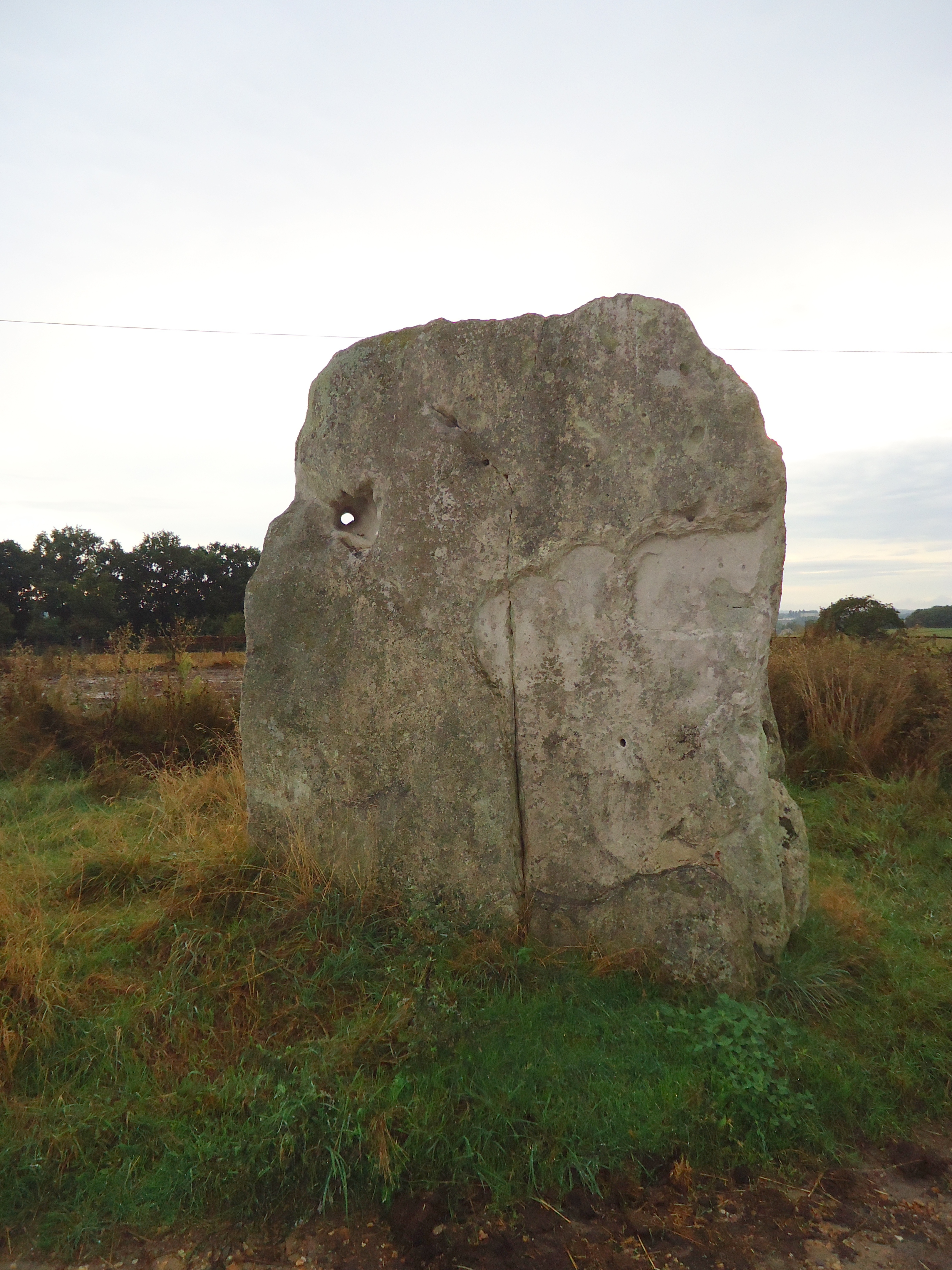
Menhir Pierre Fiche

Der Dolmen la Pierre couverte liegt direkt an der Straße „Route de Planche“, östlich von Connerré, südlich von Duneau und 30 km östlich von Le Mans im Département Sarthe in Frankreich. Dolmen ist in Frankreich der Oberbegriff für neolithische Megalithanlagen aller Art (siehe: Französische Nomenklatur).

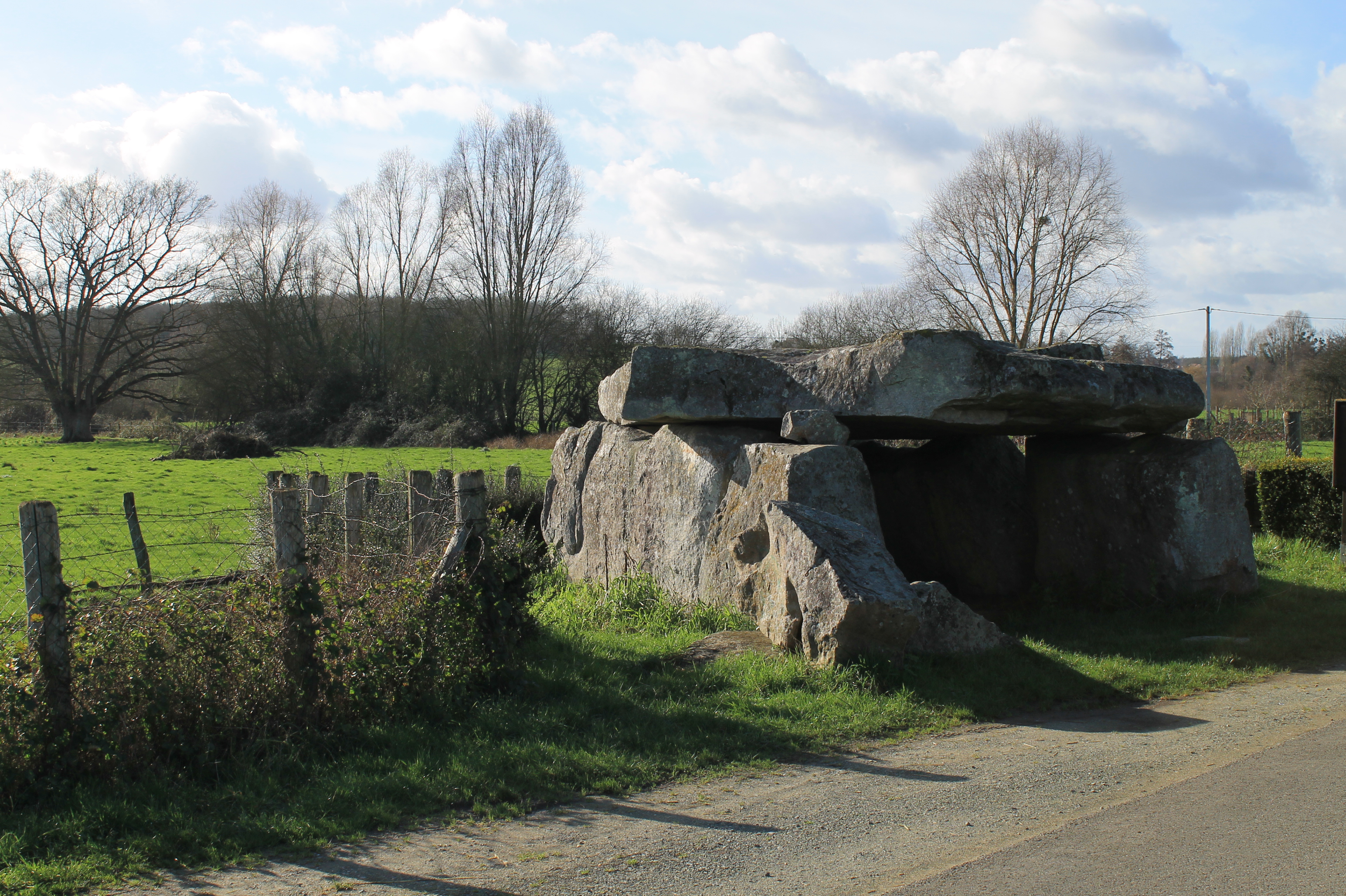
Pierre couverte

Der etwa 8,0 m lange und 4,5 m breite Dolmen besteht aus sechs erhaltenen, teilweise einwärts geneigten Trag- oder Seitensteinen und zwei aufliegenden Deckenplatten aus Sandstein von 0,6 m Stärke. Ein nur teilweise erhaltener Tragstein steht abseits der Kammer.
Die Sarthe zählt 28 Dolmen und 46 Menhire, von denen 14 unter Schutz gestellt sind. Der Dolmen la Pierre couverte ist seit 1889 als Monument historique eingestuft.
Etwa 700 m nördlich (Lage), im Weiler Pierrefiche, steht der etwa 3,3 m hohe, 2,0 m breite und 0,5 m dicke stark zernarbte Menhir de la Pierre Fiche mit einem natürlichen Loch. Ein Menhir Pierrefiche steht nördlich von Simandre-sur-Suran im Norden des Département Ain.